# Louis Dorus
Pour les articles homonymes, voir Dorus (homonymie).
Louis Dorus, né Vincent-Joseph Vansteenkiste le 1er mars 1812 à Valenciennes et mort le 9 juin 1896 à Étretat, est un flûtiste français, le premier à avoir utilisé la flûte traversière avec le système Boehm. Il a perfectionné cet instrument et est à l'origine du « système Dorus ».
Il est le frère cadet de Julie Dorus-Gras, le père de la cantatrice et pianiste Juliette Vansteenkiste dite Dorus, connue après son mariage sous le nom Rabaud-Dorus et le grand-père d'Henri Rabaud.

## Famille et formation
Le nom de naissance de Louis Dorus est Vincent Joseph van Steenkiste dit Dorus. Dorus est le surnom de la famille depuis le XVIIIe siècle, probablement depuis l'arrivée de son arrière-arrière-grand-père Théodorus dans le Valenciennois. Celui-ci était ouvrier de fripier en 1705 (rôle des capitations) et venait de Courtrai. Il est à l'origine de tous les porteurs du nom dans le Valenciennois. Sa famille n'a pas de liens avec une autre famille bourgeoise Van Steenkiste, originaire de Thielt.
Vincent Joseph van Steenkiste est né le 1er mars 1813 à Valenciennes. Sa mère, Catherine Lionnois, est née à Nancy le 15 mai 1772. Le père de Vincent Joseph, Aimé Joseph Ghislain van Steenkiste, né le 21 juin 1772 à Valenciennes, est un ancien lieutenant dans la Grande Armée, reconverti dans le commerce et la menée d'un orchestre au théâtre de Valenciennes. Son grand-père Jean François Joseph est peintre, son arrière-grand-père François Joseph est maître mulquinier à Valenciennes. Vincent-Joseph s'intéresse vite à la musique, qu'il apprend avec son père. Il part étudier au conservatoire de Paris, où il obtient le premier prix en 1828.
Il se marie le 8 mars 1836 à Paris 11e avec une fille du peintre Jean-Baptiste Singry (Nancy Notre Dame 1er mars 1782 - Paris 1824, Émilie (née le 11 août 1813 à Paris, décédée le 19 septembre 1897 à Étretat). De ce mariage naîtront 3 enfants. Sa fille Juliette se marie religieusement le 24 octobre 1867 à Paris St Roch avec Hippolyte Rabaud, violoncelliste au conservatoire de Paris.

## Carrière
De 1828 à 1830, il joue au Théâtre des Variétés. Au cours de ces années, il donne des concerts, et impressionne ceux qui l'écoutent, comme en témoignent les journaux consacrés à la musique de l'époque : le journal Le Ménestrel y vante « Le solo de flûte exécuté avec tant de goût et de perfection par M. Dorus, [qui] a valu à ce jeune artiste les applaudissements de la salle entière ». 
Entre 1837 et 1839, Louis Dorus se convertit à la flûte système Boehm de 1832 et ne donne pas de concerts publics. Il a probablement pris cette décision en consultant son collègue Paul-Hippolyte Camus, qui était le représentant permanent du nouvel instrument en France après la présentation de la nouvelle flûte par Theobald Böhm à l'Académie des Sciences.
De 1835 à 1866, il est flûtiste solo à l'Orchestre de la Société des concerts du Conservatoire de Paris et succède au poste de Jean-Louis Tulou, au Conservatoire en 1860 grâce à l'appui de Berlioz pour un flûtiste jouant la flûte de Boehm. Il impose dès son arrivée à ses élèves la flûte traversière moderne système Boehm de 1847 (avec perce cylindrique) inventée par Theobald Boehm. À l'apogée de sa carrière musicale, il est décoré de la Légion d'honneur par le maréchal Vaillant au nom de l'Empereur Napoléon III. Cette distinction, en vertu du code du 16 mars 1852 (qui reprend le code de Napoléon Ier accordant la noblesse aux chevaliers de la Légion d'honneur, abrogé par IIe république, puis rétabli par Napoléon III), donne à Louis Dorus le titre noble de chevalier d'Empire. Ce titre s'est transmis à ses héritiers, notamment les Rabaud.
Par ailleurs, Louis Dorus était franc-maçon.
En 1848, Theobald Boehm lui dédie la traduction française de son ouvrage traitant de la nouvelle flûte pour le remercier d'avoir adopté son système de clétage.

## Fin de vie
Il se retire, fortune faite, en 1868. Domicilié à Paris rue Copenhague, puis rue de Londres, il est souvent en villégiature à Étretat, où il meurt le 9 juin 1896. Une rue de la ville porte d'ailleurs son nom.

## Amis et fréquentations
Louis Dorus et sa sœur aînée Julie Dorus-Gras ont surtout côtoyé des musiciens : Hector Berlioz, Giuseppe Verdi, Jacques-Fromental Halévy et Giacomo Meyerbeer, pour qui Julie Dorus-Gras a joué le rôle d'Alice dans "Robert le Diable". Vincent van Steenkiste dit Dorus fut témoin au décès de son beau-frère Simon Victor Gras, premier violon à l'Opéra de Paris, survenu à Étretat le 4 juillet 1876 ainsi qu'à la naissance de son petit-fils Henri Rabaud.